# Medetomidina
La medetomidina è un potentissimo agonista selettivo alfa2-adrenergico.
In medicina veterinaria ne è consentito l'uso solo nel cane e nel gatto. Viene associato alla ketamina per indurre un'anestesia di breve durata.